# Günther Schmid (Wirtschaftswissenschaftler)
Günther Schmid (* 1942 in Konstanz) ist ein deutscher Wirtschaftswissenschaftler und emeritierter Professor an der Freien Universität Berlin.

## Leben
Er wuchs in Mimmenhausen (heute Gemeinde Salem in Baden-Württemberg) auf, lernte Bodenseealemannisch als Muttersprache und erlangte 1962 am Gymnasium Überlingen das Abitur. Die anschließenden zwei Jahre Wehrdienst und Zeitsoldat beendigte er als Leutnant der Reserve. Das Studium der Politikwissenschaft, Geschichte und Soziologie begann er in Freiburg im Breisgau und schloss es 1969 mit Auszeichnung als Diplompolitologe an der Freien Universität Berlin ab; dort promovierte er 1973 über das Thema Funktionsanalyse und Politische Theorie und erhielt 1981 die Lehrbefugnis (Habilitation: Strukturierte Arbeitslosigkeit und Arbeitsmarktpolitik).
1970 bis 1974 war er als Dozent für Politische Theorie und Methoden an der Freien Universität Berlin tätig, 1974 bis 1979 als wissenschaftlicher Mitarbeiter, 1979 bis 1989 als stellvertretender Direktor am Wissenschaftszentrum Berlin für Sozialforschung (WZB). 1989 wurde er dort zum Direktor der Abteilung Arbeitsmarktpolitik und Beschäftigung und 1990 zum Professor für Ökonomische Theorie der Politik an der Freien Universität Berlin berufen. Seit 2007/2008 ist er diesen Institutionen als Emeritus verbunden; für 2009/2010 wurde er als Visiting Professor an die Universität von Amsterdam berufen.
Gastprofessuren führten ihn an die Universitäten von Wisconsin (USA), Stockholm und Växjö (Schweden), Paris-Sorbonne, Institut für Höhere Studien (IHS) in Wien und Netherland Institute for Advanced Studies (NIAS) in Wassenaar. Als Berater arbeitete er u. a. für die OECD in Paris und für die Europäische Kommission in Brüssel. Er war 2002 Mitglied der Arbeitsgruppe Benchmarking beim Bündnis für Arbeit, Ausbildung und Wettbewerbsfähigkeit sowie Mitglied der Kommission "Moderne Dienstleistungen am Arbeitsmarkt" (Hartz-Kommission) und Mitglied der Employment Task Force der EU-Kommission (und Koautor des ersten "Kok-Berichts" 2004). Die Universität Växjö verlieh ihm 2005 den Ehrendoktortitel.
Seine Forschungsinteressen sind Arbeitsmarktpolitik, Analyse und Vergleich von Beschäftigungssystemen, Evaluierung, Theorie sozialer Koordination, Gleichheit, Gerechtigkeit und Effizienz. 1962 erhielt er den Georg Thoma Preis (Sport), 1997 den Schader-Preis für Gesellschaftswissenschaften in der Praxis (Kategorie Politische Wissenschaft), 1999 den ersten Preis für die besten deutschsprachigen sozialwissenschaftlichen Aufsätze der Fritz Thyssen Stiftung.

## Werk
1994 stellte Schmid eine Strategie der flexiblen Übergangsmärkte vor, die als eine mögliche gesellschaftliche Antwort auf die Erosion des Normalarbeitsverhältnisses aufgefasst wird. Schmids Ansatz zufolge geht es darum, Übergänge zwischen verschiedenen Erwerbsformen und Tätigkeitsbereichen durch arbeitsmarktpolitische Maßnahmen zu erleichtern und sozial abzusichern. Übergänge zwischen Arbeitslosigkeit und Beschäftigung, zwischen Bildung und Beschäftigung, zwischen Haushalts- und Erwerbstätigkeit, zwischen Erwerbstätigkeit und Rente sowie zwischen Kurz- und Vollzeitbeschäftigung sollten durch Maßnahmen der staatlichen Arbeitsmarkt- und Sozialpolitik und der Tarifpolitik sozial abgesichert werden. Zu dem Katalog geeigneter Maßnahmen zählte Schmid subventionierte Arbeitsplätze, Eingliederungszuschüsse, Fortbildungs- und Umschulungsmaßnahmen, Elternurlaub und Familienteilzeit.
1996 formulierte Günther Schmid angesichts der Pluralisierung der Lebenslagen und Beschäftigungsformen ein Leitbild des „kooperativen Wohlfahrtsstaats“, der sich an gleichwertigen statt an einheitlichen Lebensverhältnissen ausrichten solle und weniger eine transferorientierte als vielmehr eine ergebnisorientierte Familienpolitik beinhalten würde.
In einer Analyse wohlfahrtsstaatlicher Regelungen in liberalen, konservativen und sozialdemokratischen Modellen des Wohlfahrtsstaats formulierte Schmid Überlegungen zur Gestaltung und zum Wandel des Geschlechtervertrags. Er stellte dabei heraus, welche Maßnahmen Anreize zur effektiven Kooperation unter den Teilnehmern des Wettbewerbs auf dem Arbeitsmarkt bieten und einer geschlechtergerechten und effizienten Arbeitsmarktorganisation dienen können.
Schmid vertritt die Auffassung, dass eine durch Arbeitgeber, Arbeitnehmer und Selbständige sowie durch Steuermittel finanzierte Beschäftigungsversicherung zur Förderung der Weiterbildung präventiv gegen Arbeitslosigkeit wirken könne und wirksamer sei als allein die Arbeitslosenversicherung, die bei einem Totalausfall des Erwerbseinkommens greift. Als Ergänzung zu dem „aktiven“ Bestandteil bisheriger Arbeitsmarktpolitik schlug Schmid im Sinne eines gesellschaftlichen Risikomanagements unter anderem ein beitragsfinanziertes und aus allgemeinen Steuermitteln ergänztes persönliches Entwicklungskonto (PEK) vor, auf nach politisch festgelegten Regeln zurückgegriffen werden könne, um persönliche Übergangssituationen zu bewältigen.